# Kamionna (województwo małopolskie)

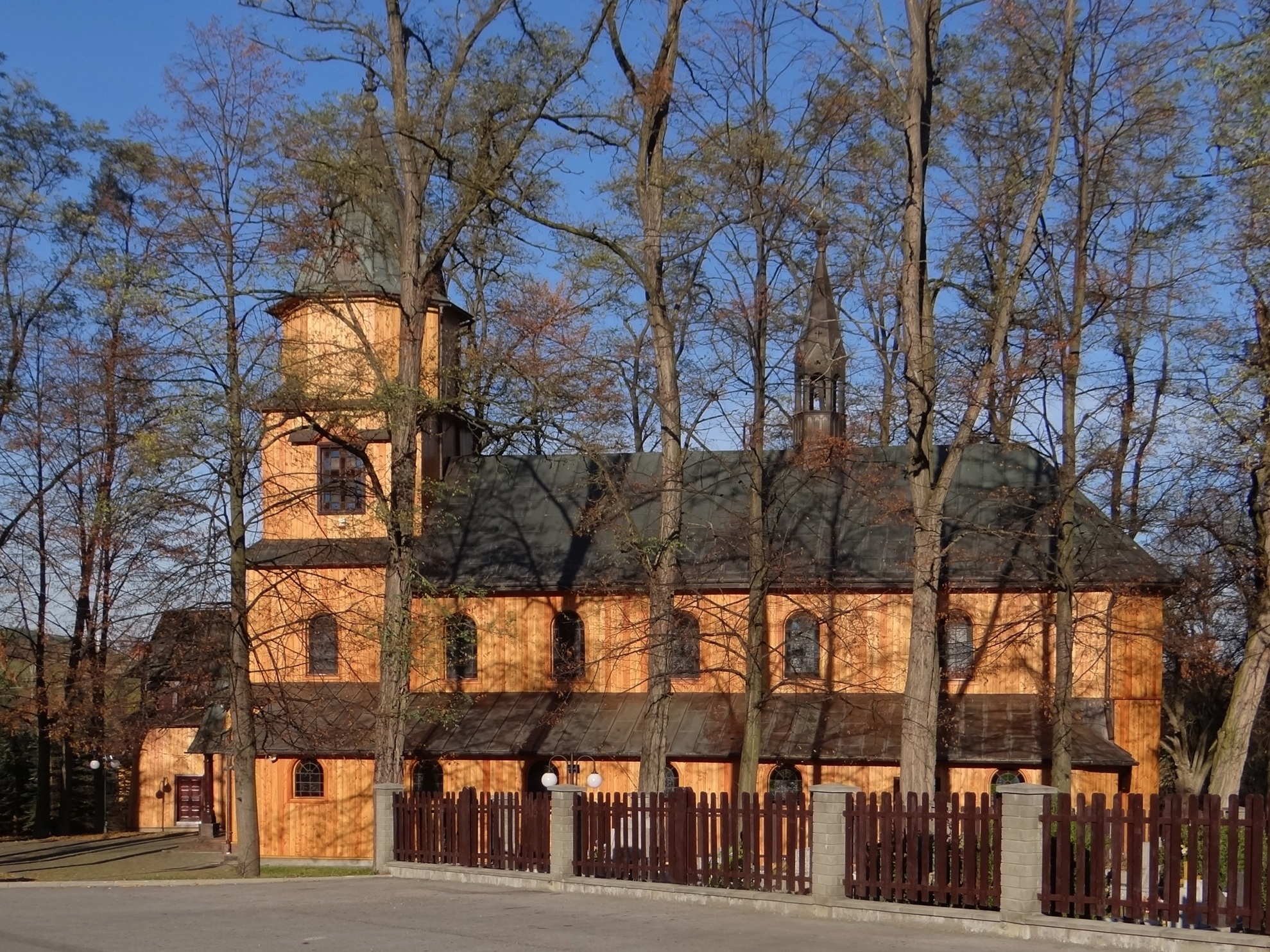
Kościół w Kamionnej

Kamionna – wieś w Polsce położona w województwie małopolskim, w powiecie bocheńskim, w gminie Trzciana.
W latach 1954–1961 wieś należała i była siedzibą władz gromady Kamionna, po jej zniesieniu w gromadzie Trzciana. W latach 1975–1998 miejscowość administracyjnie należała do województwa tarnowskiego.

## Położenie
Wieś leży w Karpatach Zachodnich i przynależy do dwóch jednostek geograficznych: Pogórza Wiśnickiego i Beskidu Wyspowego. Północna część wsi leży na obszarze Pogórza Wiśnickiego, które jest częścią Pogórza Zachodniobeskidzkiego, a to z kolei Pogórza Karpackiego. Są to niewielkie płaskie obszary położone w kotlinie potoku, oraz dosyć strome wzgórza i niskie góry poprzecinane licznymi potokami. Południowa część wsi należy do Beskidu Wyspowego. Są to północne, bardzo strome, w górnej części całkowicie zalesione stoki Kamionnej (801 m) i Pasierbieckej Góry – (764 m)
Wieś położona jest na wysokości 400–763 m n.p.m. Płynie przez nią potok Kamionka, będący dopływem Przeginii.

## Części wsi
Integralne części wsi Kamionna:: Bąkówka, Gorzkówka, Góralówka, Jadamowskie, Kąty, Kupki, Maciejówka, Pod Brzegiem, Pod Dębami, Podedworze, Podgórcze, Podlesie, Podłupiska, Ramszówka, Rola, Rzeki, Wojtówka, Zastawie.

## Zabytki
Obiekt wpisany do rejestru zabytków nieruchomych województwa małopolskiego.
- Drewniany kościół parafialny pw. NMP Królowej Polski wraz z otoczeniem.

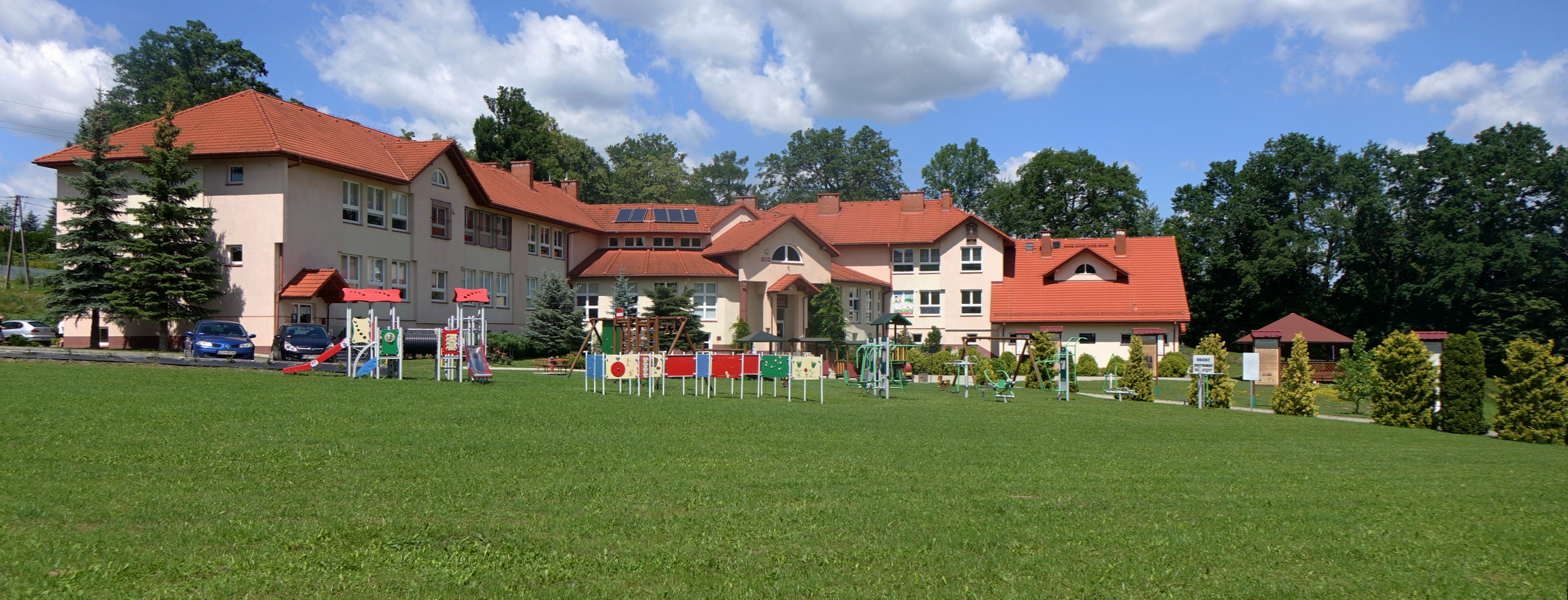
Szkoła
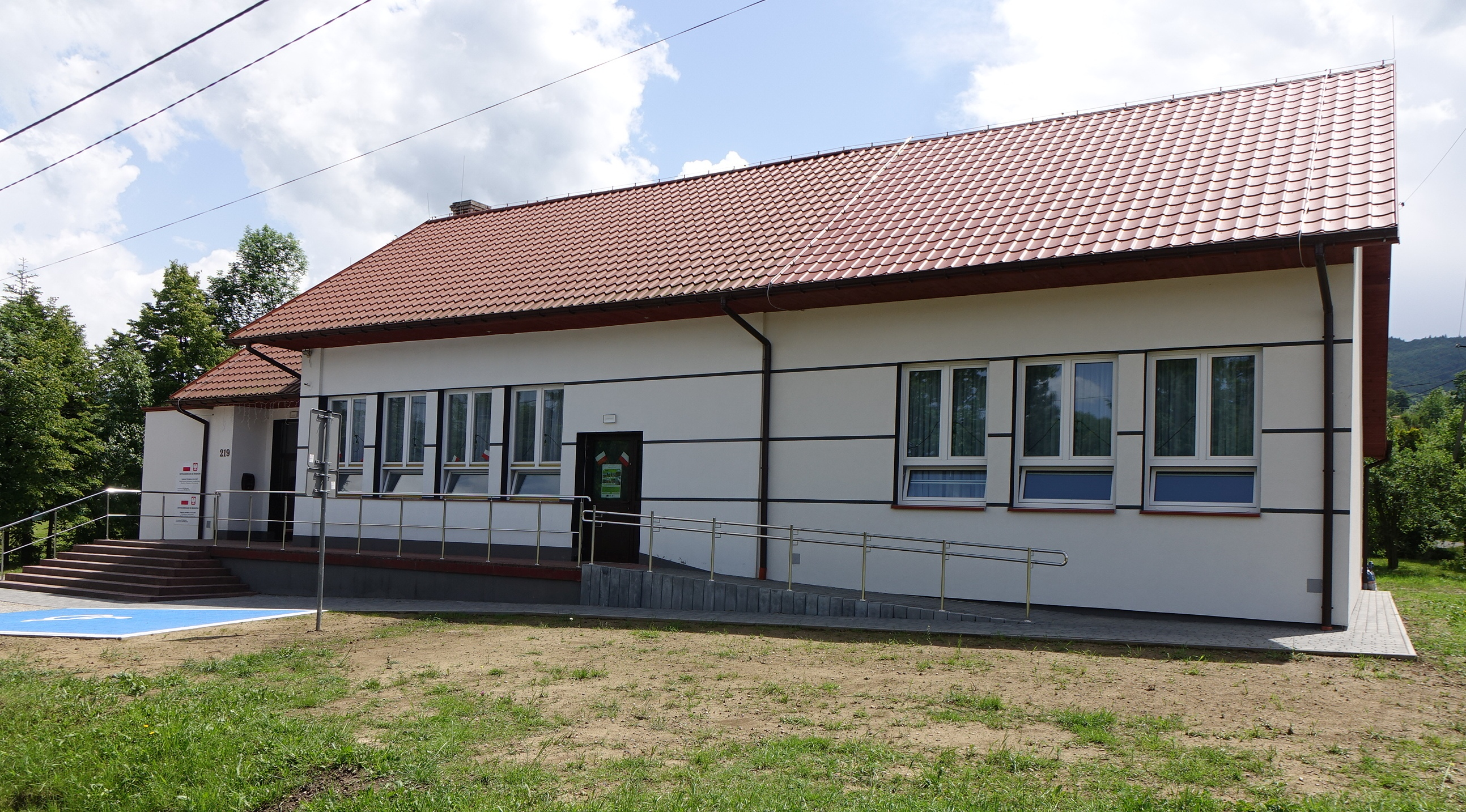
Świetlica
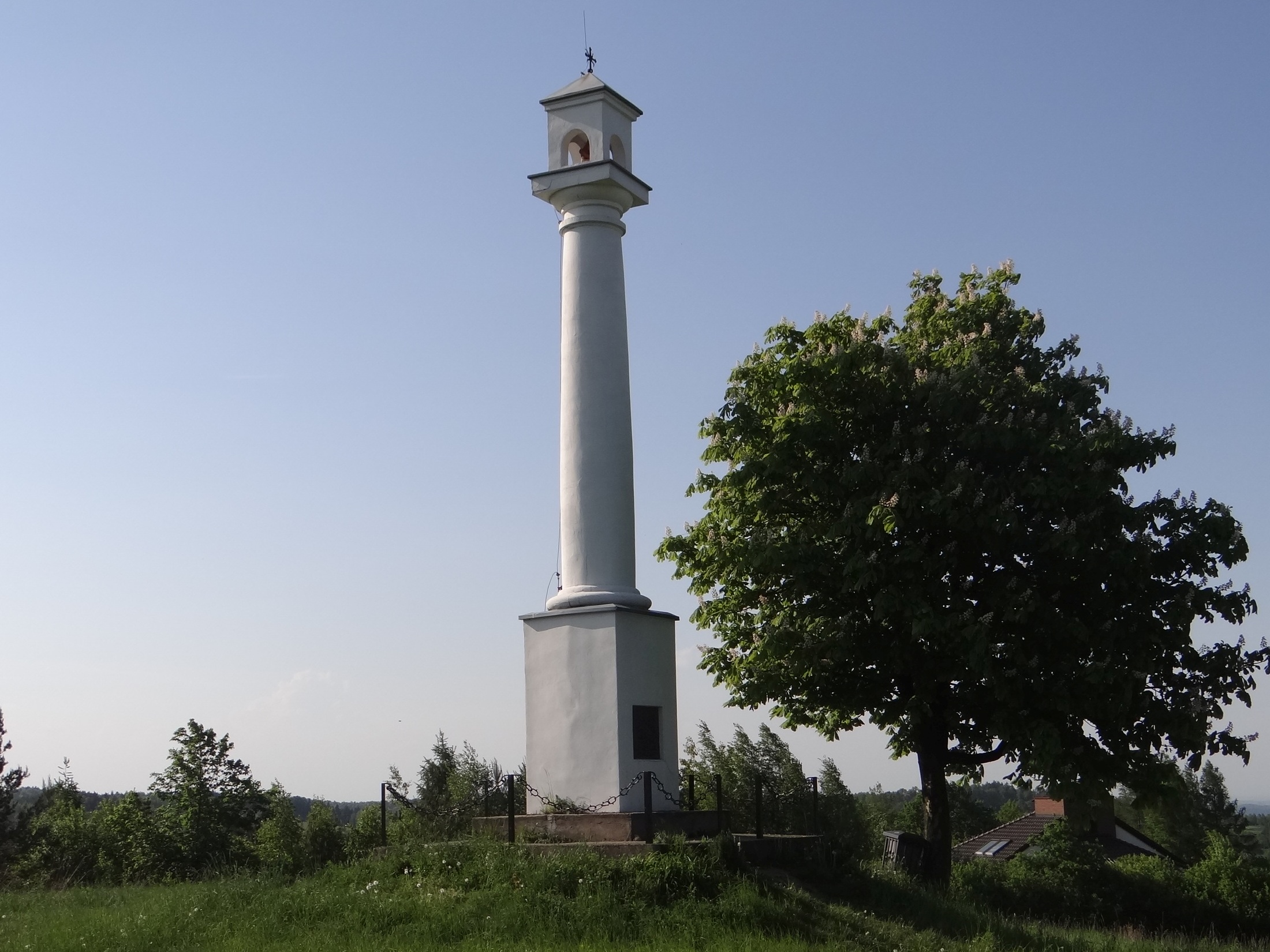
Kolumna szwedzka
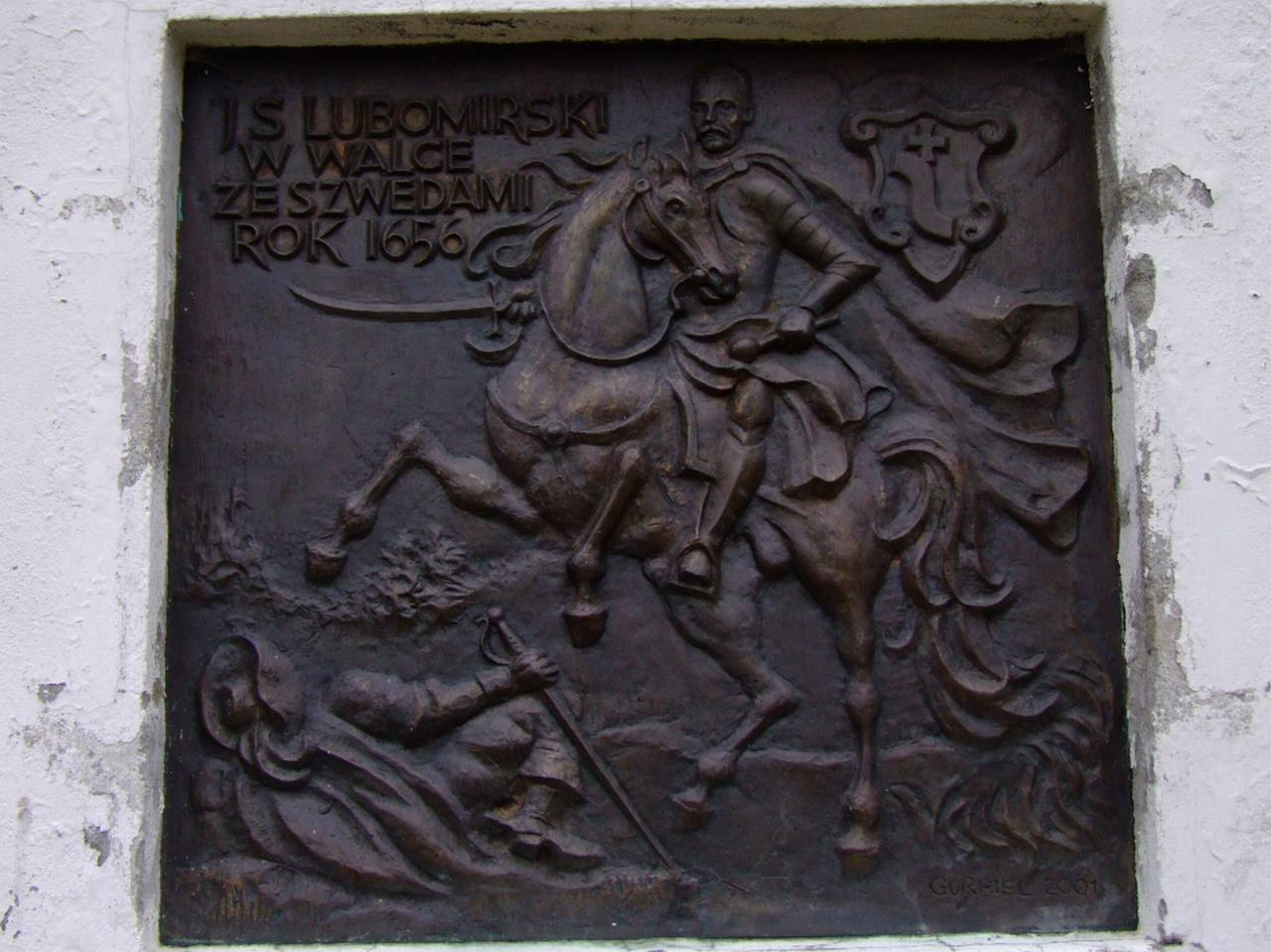
Tablica na kolumnie szwedzkiej
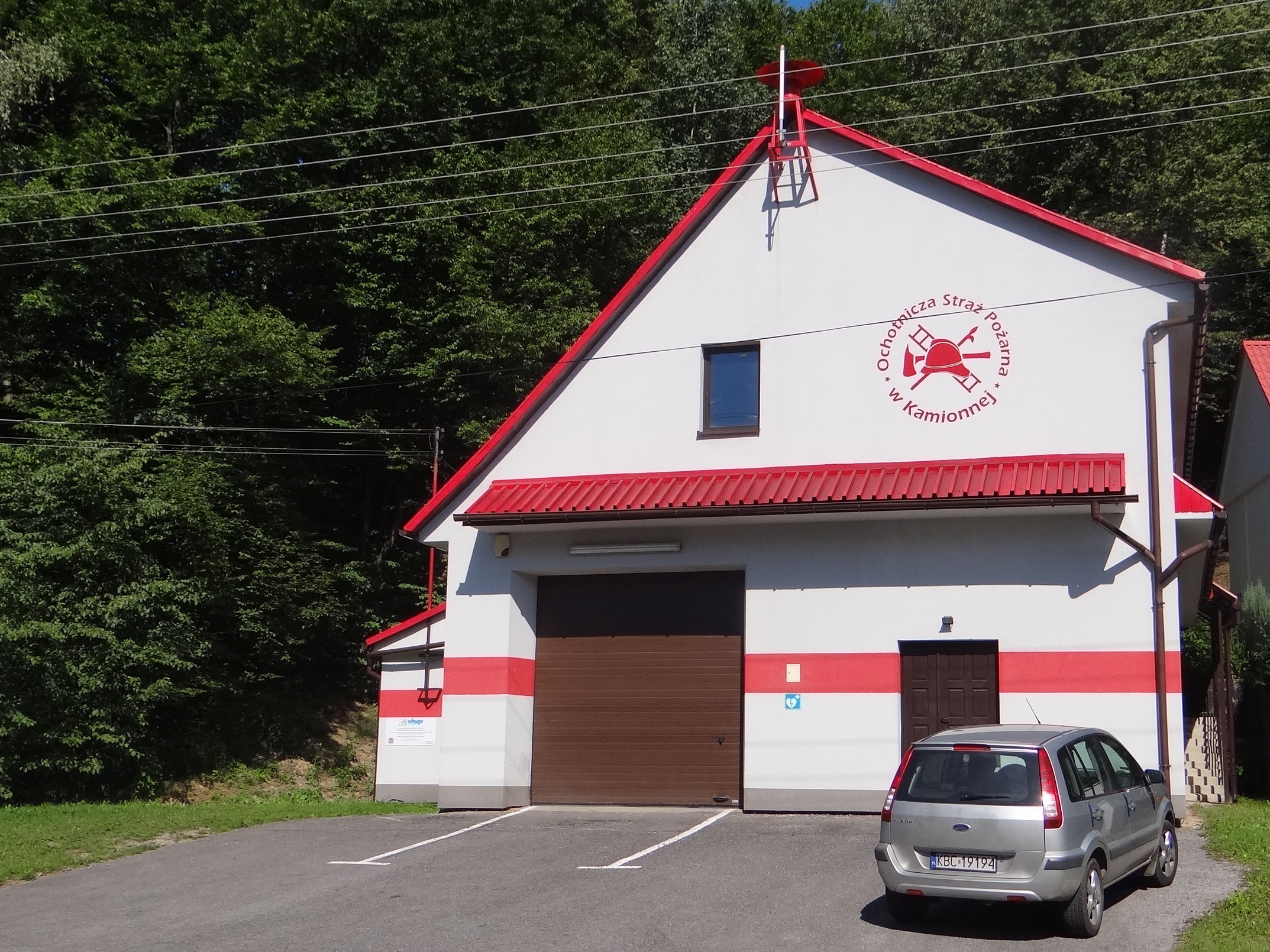
Remiza OSP
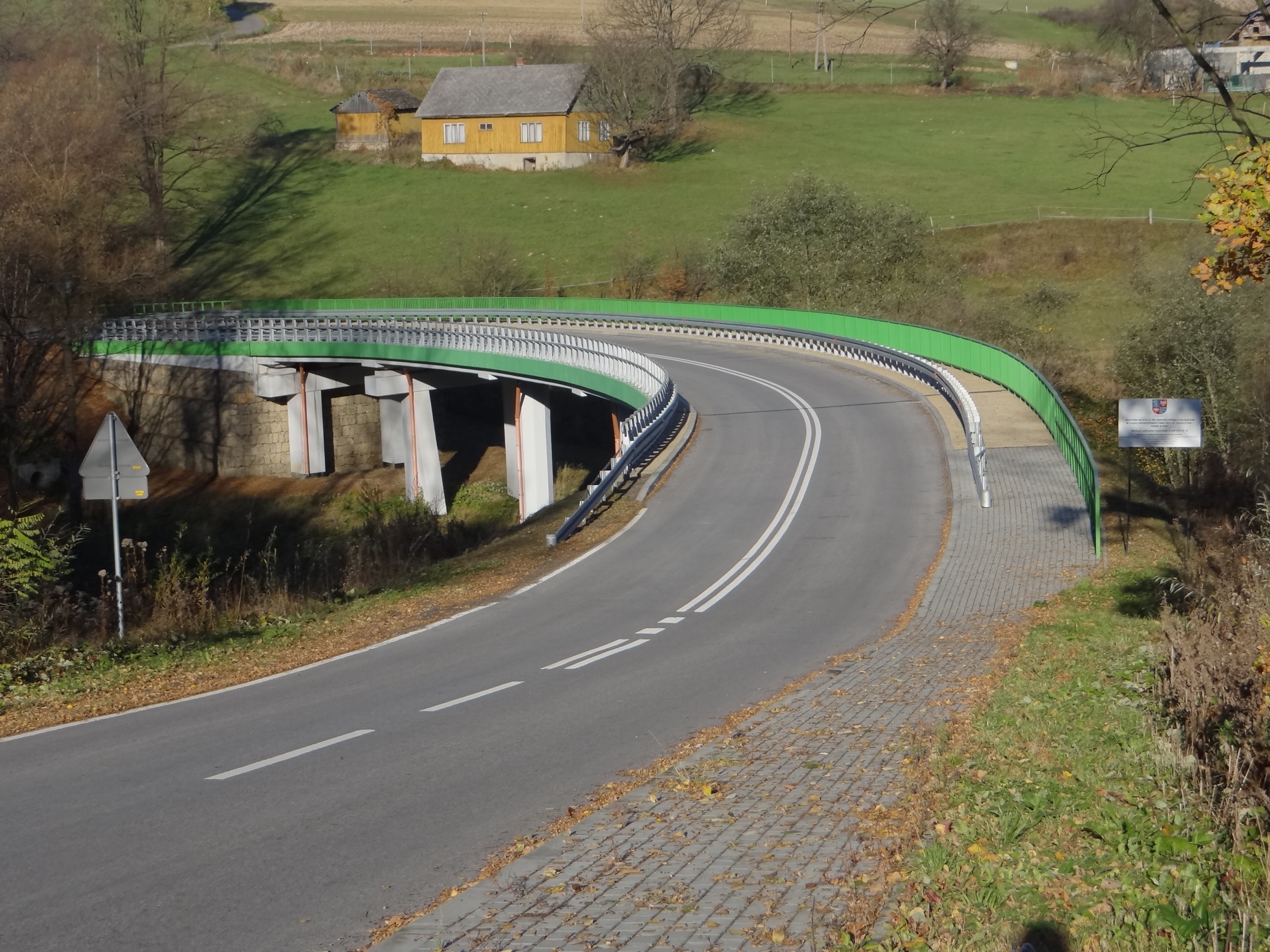
Most na drodze do Rybia

## Przyroda i turystyka
Znaczną część terenu wsi stanowią lasy (364 ha lasów państwowych i 217 ha lasów prywatnych). Z wielu wysoko położonych i odkrytych miejsc wsi roztaczają się rozległe widoki na Pogórze Wielickie i Wiśnickie, a ze szczytowych partii Góry Kamionnej i Pasierbieckiej Góry na Tatry, Gorce i Beskid Wyspowy. Piękna widokowo, z doskonałymi warunkami klimatycznymi i rozwijającą się agroturystyką wieś ma szansę stać się miejscowością turystyczno-wypoczynkową.
Wieś należy do Obszaru Chronionego Krajobrazu Pogórza Wiśnickiego, zaś na podszczytowych partiach góry Kamionna znajduje się leśny rezerwat przyrody Kamionna. Obok niego przebiega niebieski szlak turystyczny z Tymbarku przez Pasierbiecką Górę, górę Kamionną, Widomą, Łopusze, Rajbrot, pomnik przyrody Kamienie Brodzińskiego, rezerwat Kamień Grzyb, Nowy Wiśnicz do Bochni.